# 금우궁
금우궁 (金牛宮, ♉, Taurus)은 황도대에서 두 번째 점성술의 별자리이다. 이것은 황도대의 30~60도, 황도 좌표계의 27.25도에서 54.75도 사이에 걸쳐 있는데, 태양 (점성술)이 매년 평균 4월 20일부터 5월 20일 사이에 이 구간을 지난다. 항성황도대 점성술에서, 태양은 (거의) 5월 16일부터 6월 15일까지 황소자리를 지난다. 이 기간들에 태어난 개인들은 그들이 동의하는 점성술 체계에 따라서, '황소자리 태생의 사람들'(Taureans)이라고 불릴 수도 있다.

## 연관 행성
점성술에서 한 행성의 거주지는 그것이 주인지위를 갖는 별자리이다. 황소자리의 주인이라 하는 또는, 황소자리와 어울리는 행성은 금성이다.

## 같이 보기
- 천문 기호
- 띠 (생초)
- 사이 (점성술)

## 참고 문헌
- Heindel, Max (1919). 《Simplified Scientific Astrology: A Complete Textbook on the Art of Erecting a Horoscope, with Philosophic Encyclopedia and Tables of Planetary Ho2013-01-19urs》 4판. Rosicrucian Fellowship. OCLC 36106074., OCLC 36106074